# インドレ・ソロカイテ
インドレ・ソロカイテ（Indre Sorokaite、1988年7月2日 - ）は、帰化イタリア人の女子バレーボール選手。イタリア女子代表。

## 来歴
リトアニア共和国カウナス出身。2003年、セリエB2のチームでバレーボール選手としての経歴をスタートさせた。一年後、セリエA2のNew Castelfidardoと契約し2シーズン在籍した。
2006-2007年シーズンには、ベルガモでオポジットの控えながら、セリエA1デビューを飾った。2008-09シーズンには荒木絵里香とチームメイトであった。
2009-10年シーズンには、セリエA2のChieri Volley（後にChieri Torino VC）に移籍し、同チームはセリエA1に昇格した。2012年12月にアゼルバイジャンのアゼルレイル・バクーに移籍。
2013年イタリア代表に初選出される。同年6月のALASSIO CUP2013でイタリア女子代表としてデビューを果たし、8月のバレーボール・ワールドグランプリに出場した。
同年8月28日、Vチャレンジリーグに降格したデンソーエアリービーズへの加入が発表となった。2013/14Vチャレンジリーグでは優勝し、Vリーグ昇格、第63回黒鷲旗大会3位に大きく貢献した。2014年6月、デンソーを退団。
2015年、イタリア代表としてワールドグランプリと欧州選手権に出場した。2017年のワールドグランプリでは銀メダルを獲得した。2020年9月、日本のV.LEAGUE Division1のトヨタ車体クインシーズへの入団が発表された。
2021年5月25日、トヨタ車体クインシーズ公式サイトにて退団が発表された。
2021年開催の2020東京オリンピックに出場した。2021/22シーズンはイタリアセリエAのイル・ビゾンテ・フィレンツェに加入した。

## 球歴
- オリンピック - 2021年
- 欧州選手権 - 2015年、2017年、2019年
- ワールドグランプリ - 2013年、2015年、2017年
- ネーションズリーグ - 2019年

## 所属チーム
- バレー・ベルガモ（2006-2009年）
- Chieri Torino Volley Club（2009-2012年）
- アゼルレイル・バクー（2012-2013年）
- デンソー・エアリービーズ（2013-2014年）
- River Volley（2014-2016年）
- イル・ビゾンテ・フィレンツェ（2016-2019年）
- イモコ・コネリアーノ（2019-2020年）
- トヨタ車体クインシーズ #13（2020-2021年）
- イル・ビゾンテ・フィレンツェ（2021-2022年）
- サヴィーノ・デルベーネ・スカンディッチ（2022-2023年）
- Pallavolo Pinerolo（2023-2024年）
- Jakarta Elektrik PLN（2024年）